# 国道423号

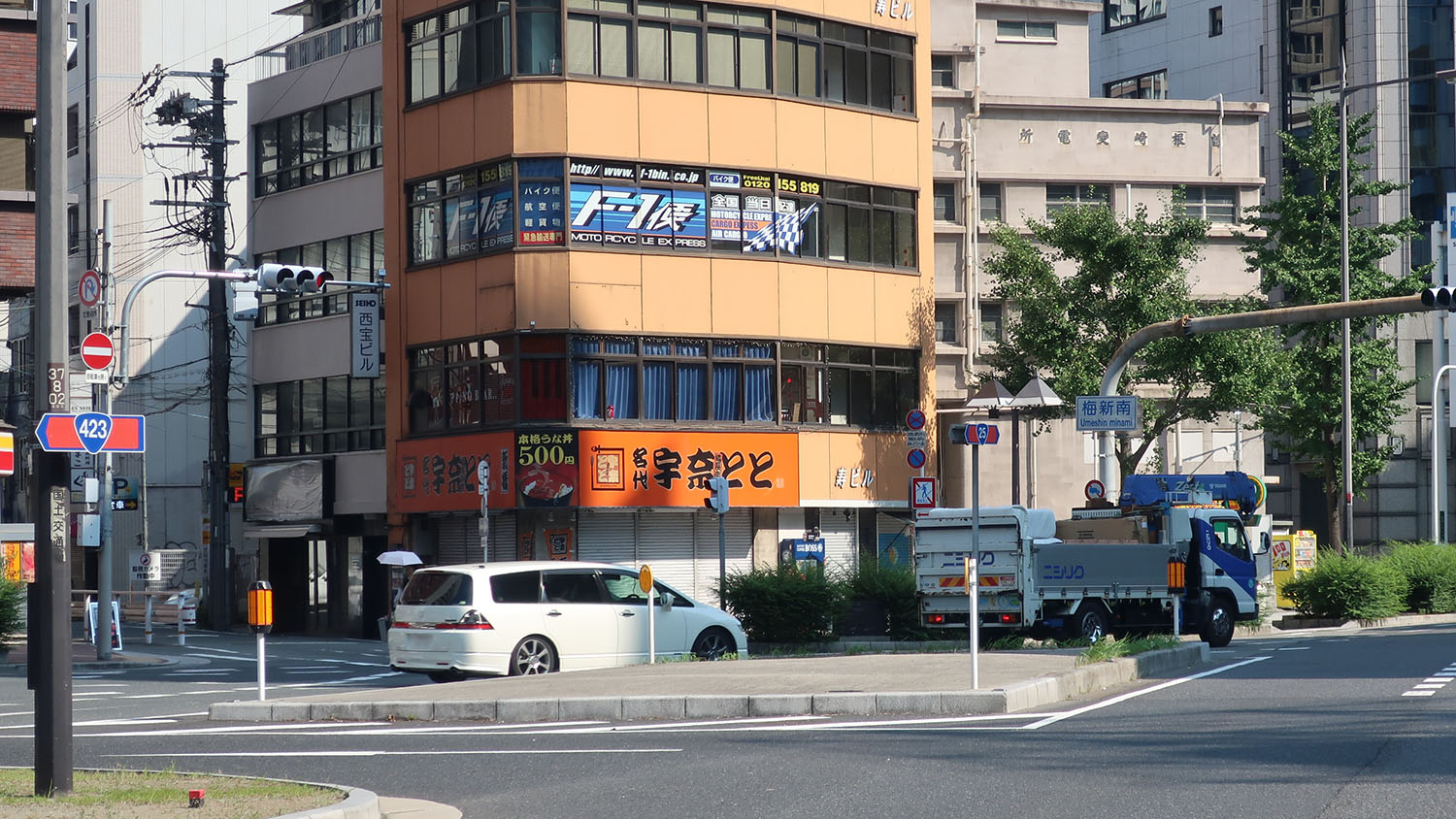
国道423号起点
大阪府大阪市北区 梅新南交差点

国道423号（こくどう423ごう）は、大阪府大阪市北区から箕面市を経て、京都府亀岡市に至る一般国道である。

## 概要
大阪市から箕面市の区間は、大阪万博に合わせ整備された新御堂筋（旧：大阪府主要地方道大阪箕面線）であり、1981年（昭和56年）4月30日の政令第153号による路線指定により、翌年4月1日付で一般国道に昇格した。池田市 - 豊能郡豊能町 - 亀岡市の一般道路の区間は摂丹街道とも呼ばれる。

### 路線データ
一般国道の路線を指定する政令に基づく起終点および重要な経過地は次のとおり。
- 起点：大阪市（北区、梅新南交点 = 国道25号交点）[2]
- 終点：亀岡市（加塚交点 = 国道9号交点、国道372号起点）
- 重要な経過地：吹田市、箕面市、池田市
- 総延長：51.7 km（京都府 13.8 km、大阪府 26.3 km、大阪市 11.6 km）重用延長を含む。[3][注釈 2]
- 重用延長：1.1 km（京都府 1.1 km、大阪府 - km、大阪市 - km）[3][注釈 2]
- 未供用延長：なし[3][注釈 2]
- 実延長：50.6 km（京都府 12.7 km、大阪府 26.3 km、大阪市 11.6 km）[3][注釈 2]
  - 現道：45.4 km（京都府 12.3 km、大阪府 26.3 km、大阪市 6.7 km）[3][注釈 2]
  - 旧道：5.2 km（京都府 0.4 km、大阪府 - km、大阪市 4.8 km）[3][注釈 2]
  - 新道：なし[3][注釈 2]
- 指定区間：国道171号と重複する区間（大阪府箕面市・萱野交差点 - 瀬川3丁目交差点）[4]

## 歴史
- 1982年（昭和57年）4月1日 - 一般国道423号指定。

## 路線状況

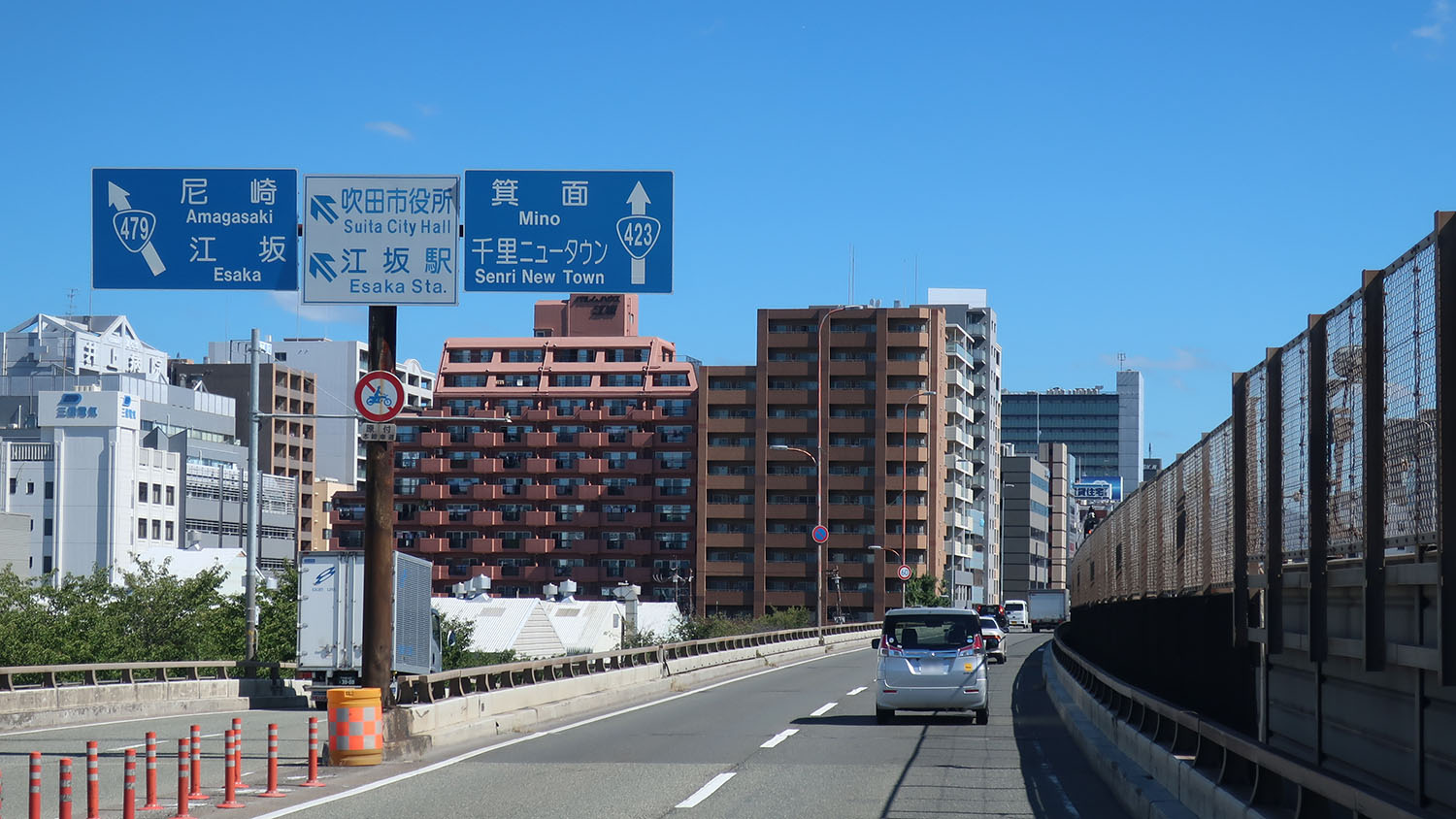
新御堂筋（高架道路区間）
国道479号との分岐
大阪府吹田市南吹田

起点・梅新南交差点から北は、新御堂筋という日本有数の交通量の多い大通りで、片側2 - 3車線の高架道路である。新御堂筋は、Osaka Metro御堂筋線と北大阪急行電鉄を上下線間に挟む幅95 mの道路で、一般国道では日本第2位の広さで知られる。箕面市萱野・箕面市下止々呂美間は、国道171号などと重複する現道と、2007年（平成19年）開通の箕面有料道路の2つの道路が並行する。現道の池田市伏尾町以北の区間は主に谷合を走る市街地から外れた山道で、箕面有料道路の方は大部分が長大な箕面トンネルで構成された渋滞回避のできる道路である。
池田市 - 豊能郡豊能町間は線形が悪く、1998年（平成10年）6月、2003年（平成15年）8月には発電所前バス停付近で土砂崩れが発生し、現地を走るバス（阪急バス東能勢線）が迂回を余儀なくされた。また2009年（平成21年）3月にも発電所前停留所 - 大弥採石場（現：北摂池田メモリアルパーク前）停留所間において同様の土砂崩れが発生している。
この国道423号を生活道路としている豊能町域では2005年（平成17年）9月に大阪府道110号余野茨木線で道路崩落事故が発生し、北大阪ネオポリス - 千里中央線などの路線バスは1ヶ月ほど広域的迂回をすることを余儀なくされ、完全復旧に一年ほど要した。

### 別名
- 新御堂筋
- 略称：シンミ・しんみどう
- 摂丹街道：摂津国側の旧名
- 池田街道：亀岡盆地側の旧名

### 有料道路
- 箕面有料道路（大阪府）：箕面市白島 - 下止々呂美

### 重複区間
- 国道171号（大阪府箕面市・萱野交点 - 箕面市・瀬川3丁目交点）
- 国道176号（大阪府池田市・石橋阪大下交点 - 池田市・西本町交差点）
- 国道477号（大阪府池田市・石橋阪大下交点 - 池田市・木部交点）
- 国道173号（大阪府池田市・西本町交点 - 池田市・木部交点）
- 国道372号（京都府亀岡市・亀岡IC - 亀岡市・加塚交点）

## 地理

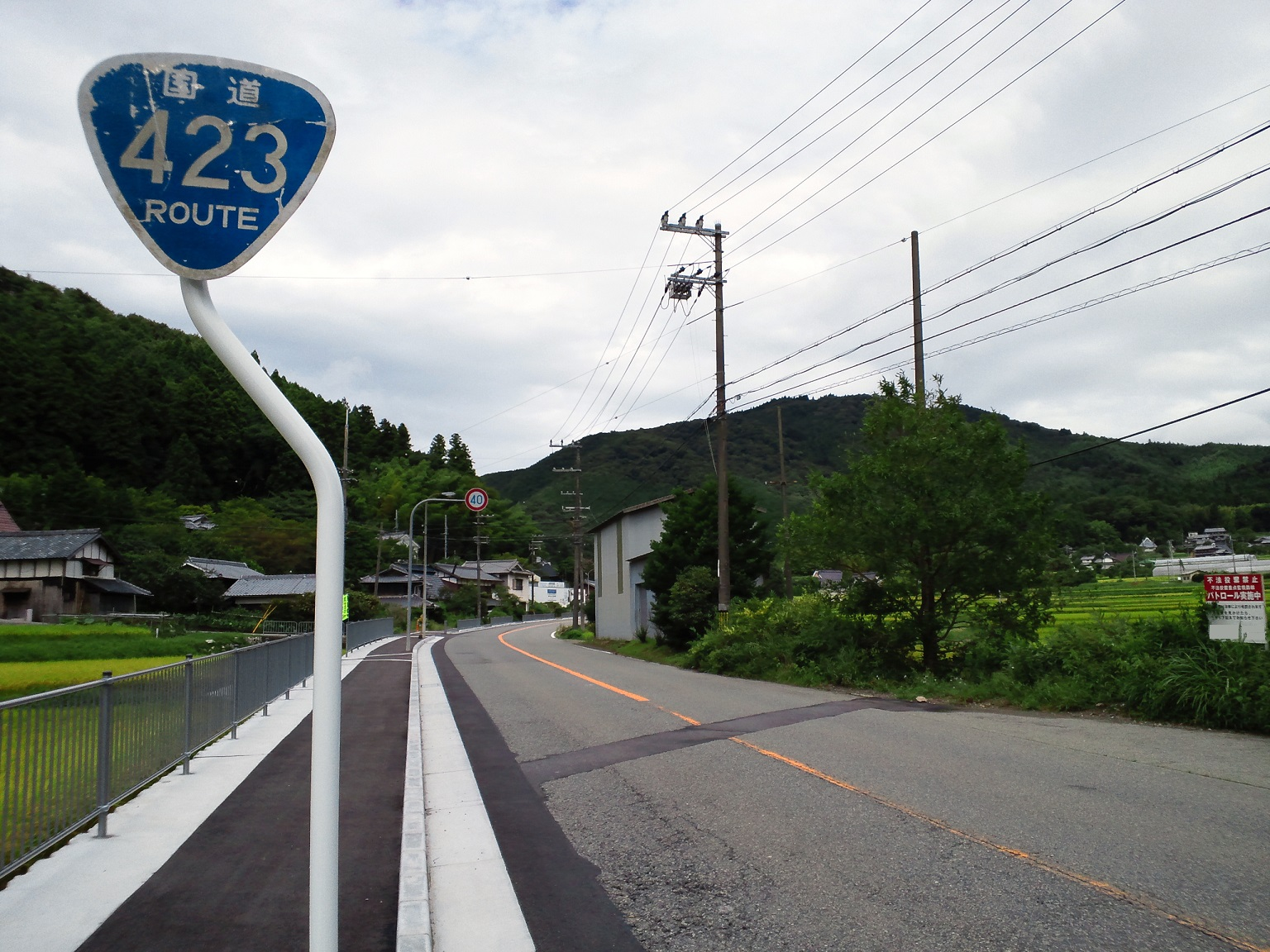
豊能郡豊能町牧付近
（2013年9月）

大阪 - 箕面間は大阪市街地内の街路で、箕面 - 亀岡間は、のどかな平坦地と山中のつづら折れの道路が繰り返す。丹波亀山城から本能寺へと向かう明智光秀の軍の先発隊が行軍していたが、京都へ向かって反転したという法貴峠（亀岡市曽我部町）に、明智戻り岩が残されている。

### 通過する自治体
- 大阪府
  - 大阪市（北区 - 淀川区） - 吹田市 - 豊中市 - 箕面市（※ - 豊中市 - 池田市 - 箕面市） - 豊能郡豊能町
- 京都府
  - 亀岡市

※は箕面有料道路を通らない一般道路における経路（他の国道との重複部分を含む）

### 交差する道路
- 国道25号・国道26号・国道165号 （大阪市北区梅新南交差点）
- 国道1号・国道163号（大阪市北区梅新東交差点）
- 国道479号大阪内環状線（吹田市広芝町交差点 - 江坂を参照）
- 大阪府道2号大阪中央環状線（豊中市千里IC）
- 国道171号（箕面市萱野交叉点 - 瀬川3丁目交差点）
- 国道176号（国道477号重複）（池田市石橋阪大下交差点 - 西本町交差点）
- 大阪府道10号・兵庫県道100号大阪池田線（池田市石橋阪大下交差点）
- 国道173号（国道477号重複）（池田市西本町交差点 - 木部町交差点）
- 阪神高速11号池田線池田木部第一出入口（池田市）
- 国道372号（亀岡市亀岡IC交差点 - 亀岡市加塚交差点）
- 京都縦貫自動車道 亀岡IC（国道478号）（亀岡市）
- 国道9号（亀岡市加塚交差点）

### 沿線
- 北大阪急行電鉄 - Osaka Metro御堂筋線（並行路線）
- 西国街道（旧山陽道）

## ギャラリー

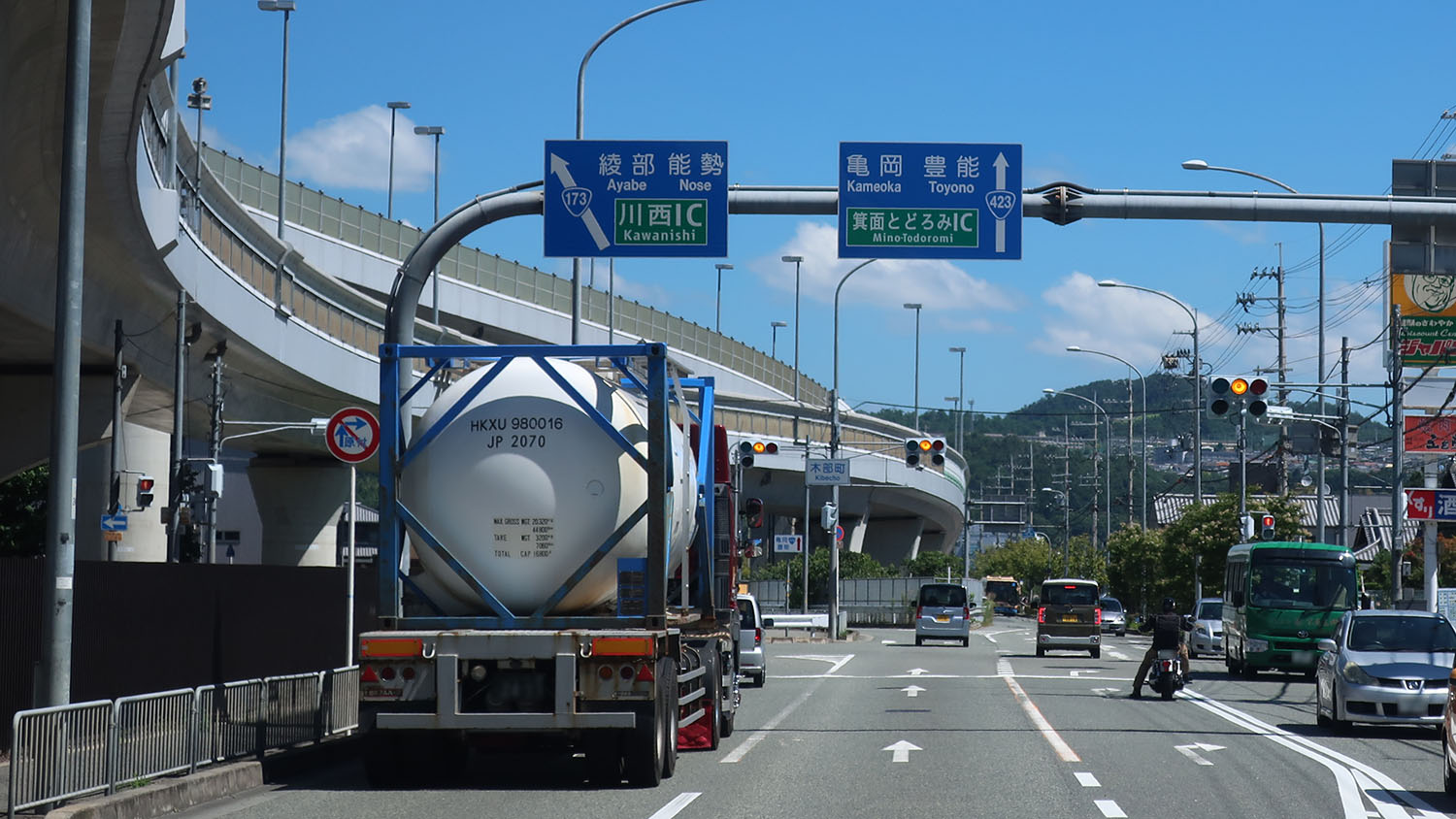
国道173号との分岐 大阪府池田市木部町
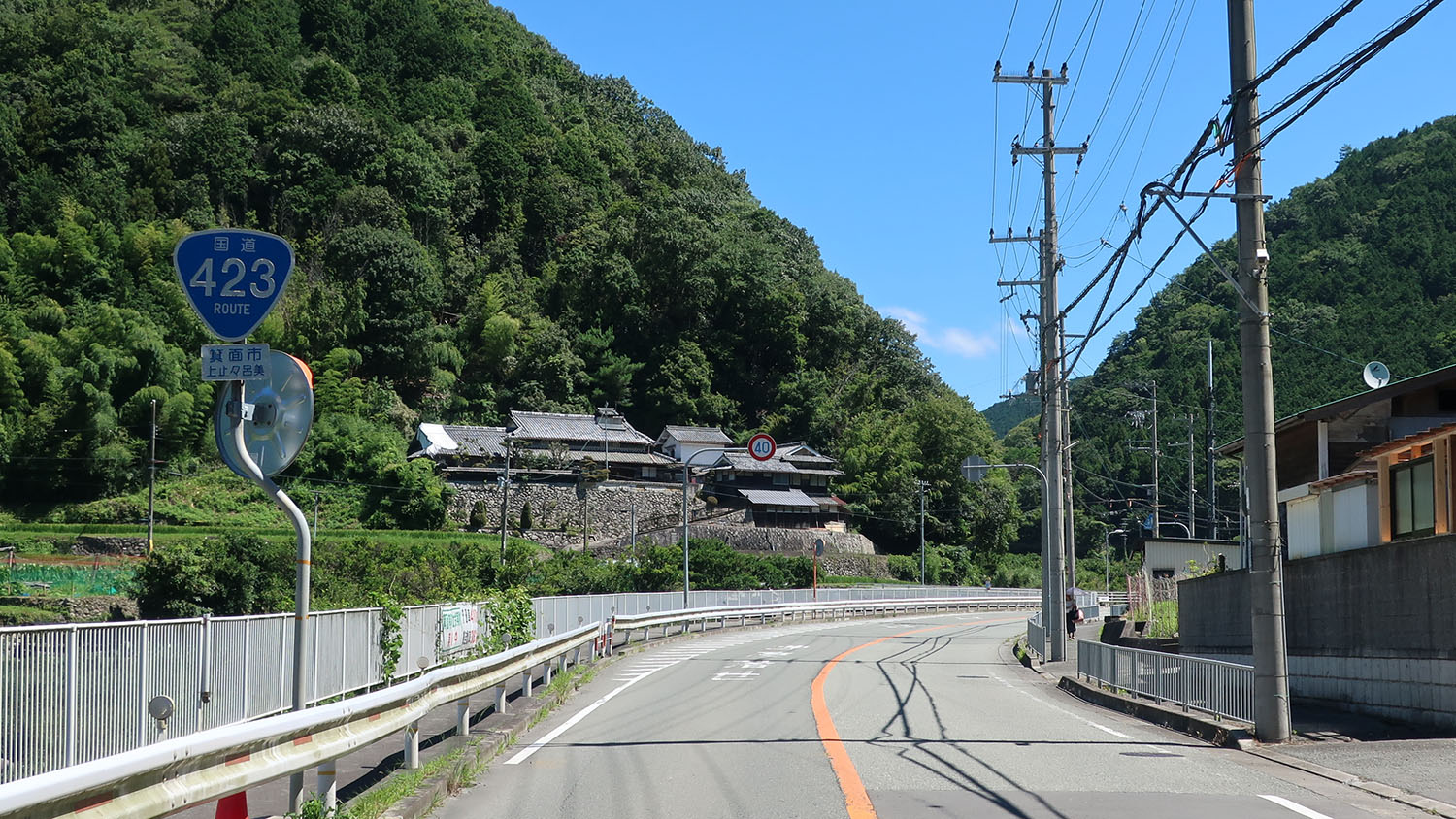
大阪府箕面市上止々呂美
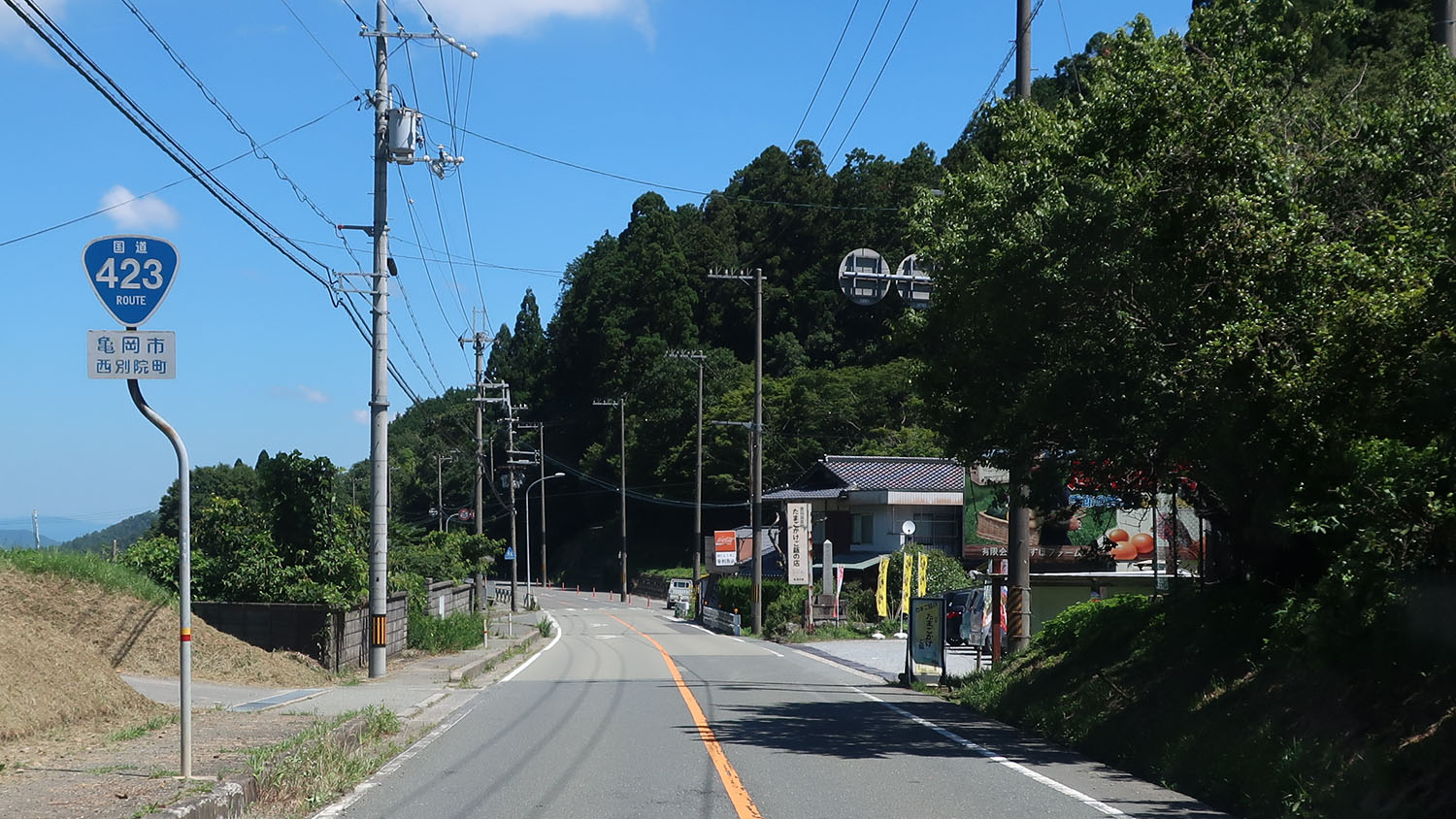
京都府亀岡市西別院町
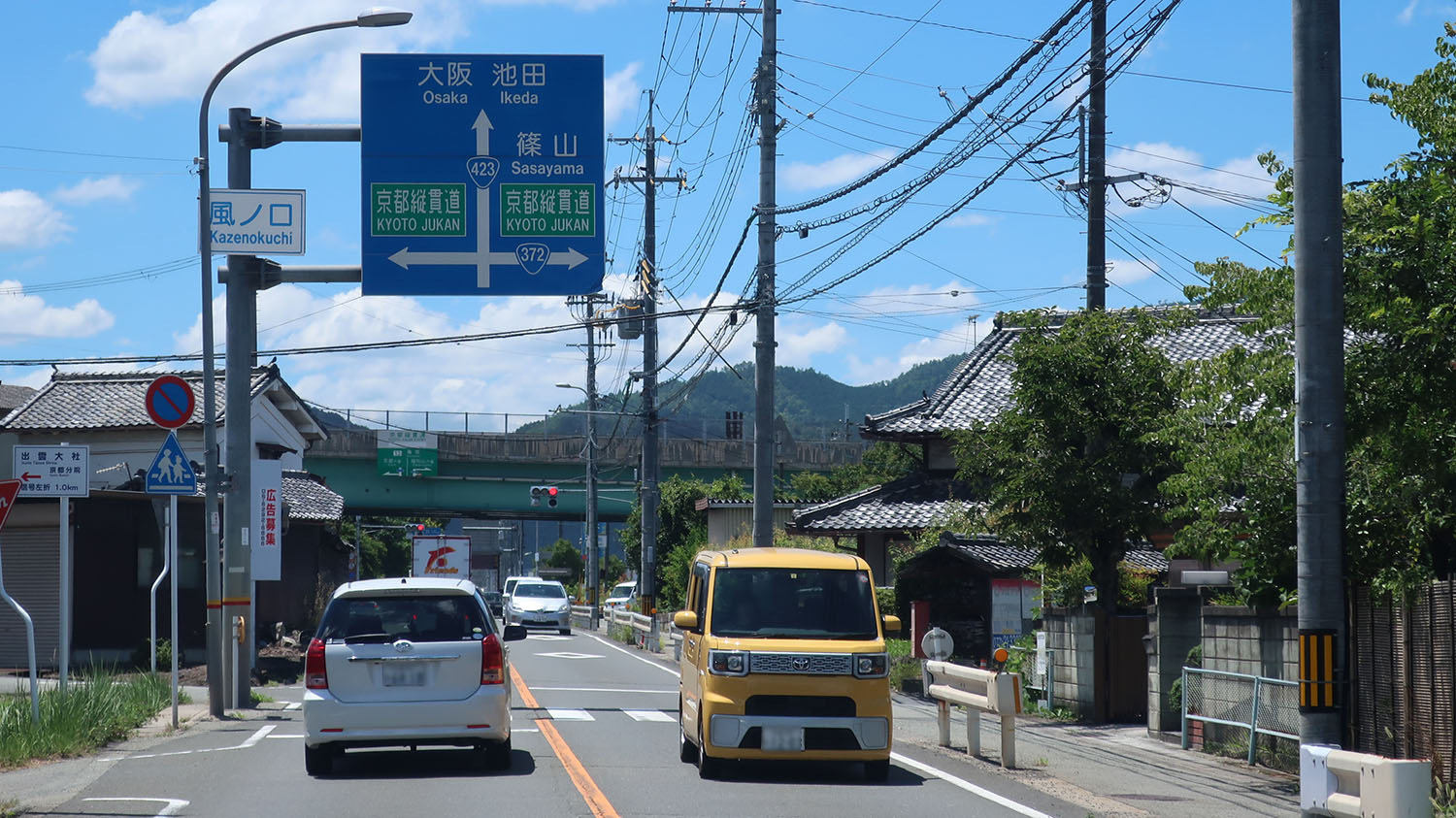
国道372号との分岐 京都府亀岡市余部町